# 書楼弔堂シリーズ
『書楼弔堂シリーズ』（しょろうとむらいどうシリーズ）は、京極夏彦による時代小説のシリーズ。集英社が発行する『小説すばる』の2012年5月号から2024年8月号まで不定期に連載していた。

## 概要
古今東西のあらゆる書物が揃う「書楼弔堂」という古本屋に訪れた客が〈探書〉を行い、店主の勧める「本当に必要な1冊」を購入するのが大まかな流れ。一部の章を除いて実在の人物が登場し、また、各巻ごとに主人公が変わる。各話は「探書○」とナンバリングされて副題がつく。舞台は明治時代の中期で、第1巻『破暁』は明治25年から、第2巻『炎昼』は明治30年からスタートする。江戸から明治へと移行する時代の転換期において、新旧の価値観の間で揺れ動く人々の戸惑いや、新しい生き方を模索しようとする様子が描かれている。
シリーズの根底を流れるテーマとして「書物と人との関係の変遷史」に焦点が当てられており、作者の京極は「全4巻で明治出版界の変遷を5年刻みで辿るつもり」と構想している。現代のように本を手軽に購入して読めるという状況は古くからある不変のものではなく、近代に入って流通の仕組みが徐々に整理されていったことに由来するため、その黎明期である明治中期が物語の舞台に選ばれた。本作の主役はあくまで「本の流通」で、各巻の語り手はこれから「読者」になっていく人々と位置付けられている。
「本をいくら読んでも人間は成長しない」というのがシリーズの基本スタンスで、全然波瀾万丈ではなく、スペクタクルな展開もミステリアスな謎もない、ただ本屋に客が来て帰るというだけの話。ある意味で著者の小説観のアナロジーであり、主人公はいろいろな人に会って、いろいろなことを考えるが、結果的にどうにもならず、成長も進化も学習もしない。

## あらすじ

### 破暁
明治25年の5月、休職し家族を置いて東京の郊外で独り暮らしていた高遠彬は、知り合いの丁稚から一風変わった古書店が近所にあると聞き、興味を抱いてその「書楼弔堂」を訪れる。

### 炎昼
明治30年の夏、祖父との不和のために家を飛び出した天馬塔子は、文壇の友人から聞いた不思議な古書店を探していると云う2人の青年と出会い、件の建物に心当たりがあったことから一緒に「書楼弔堂」へ向かう。

### 待宵
明治35年初頭、八甲田山の遭難騒ぎから10日ばかり経った頃、東京郊外のとある坂で甘酒屋を営む老人・弥蔵は、常連の利吉から近所にあらゆる本が揃うと評判の本屋があり、德冨蘇峰がそこを探して坂下の鰻屋に来ていると教えられる。しばらくして来店した蘇峰が本屋を見つけられず困っていると知り、弥蔵は案内を兼ねて共に「書楼弔堂」を目指す。

## 登場人物

### 書楼弔堂
弔堂主人
東京の郊外で古本屋「書楼弔堂」を営む男。本名不明。姿勢が良く、年齢を押し測れない容姿で、35歳の高遠よりは年上のようだが老人と呼べる程の高齢ではなく、張りのある佳い声音の調子だけなら30歳そこそこの若さに感じられる。無地無染の白い着物を愛用している。偏屈そうだが愛想も良く、応対は慇懃で怒ることもない。
元元は叡山で得度した臨済宗の僧侶で、旧幕時代には一寺を任されていたものの、廃仏毀釈で廃寺となったのを機に還俗している。僧籍にあった頃は「龍典（りょうてん）」と号していた。筑前にある安国山聖福寺の住持であった仙厓義梵禅師の孫弟子に当たり、勝海舟とは師匠同士が兄弟弟子の、謂わば従兄弟弟子である。既に僧侶ではないが、仏家として不殺生戒は厳守すべき戒めと断言し、戦争には断固反対の立場を取っている。
相手が要り用としている本は何冊でも用意するが、本当に大切な本は現世の一生を生きるのと同じ程の別の生を与えてくれるので、必要な本は1冊あれば足りると云う持論から、その1冊を提供することに拘っている。本は書き記してある情報（いんふぉるめーしょん）だけに価値があるのではなく、読むと云う行いに因って、読む人の中に何かが立ち上がることにこそ価値があると考え、実際には意味も価値もないが参る人の側が石塊や骨片に何かを見出す墓に本を準えており、「本は墓のようなもの、店舗は墓場」だと心得ている。蒐集家というわけではなく、自分にとっての本当に必要な1冊を探し続けるうちに集まった、死蔵されて読まれぬ本を売ることで供養しているのだという。紙に字さえ書いていれば何でも有り難がって買い、所持していないものなら必ず買う。
「当て推量」とは言うものの、推理力が極めて高く、探書に訪れる者達の心の裏を鋭く見抜き、それぞれの人生にふさわしい1冊を探し当てる。要らないことを能く識っていて、当人のことは直接知らずとも名前などは直ぐに判る。元僧だけあって説教も堂に入っている。また、文壇のみならず、政府や軍部の重鎮にも人脈がある。
撓（しほる）
弔堂の丁稚。色の白い京雛のような瓜実顔の美童で、剃髪していなければ少女に間違われる程に整った顔をしている。年齢不詳（第1作では10歳未満、第2作では12歳くらい）。見た目の割に大人びていて、丁稚にしては下卑たところがなく、何処か祭礼で見掛ける神社の稚児のような物腰だが、口が達者で常連客には時に憎まれ口を叩く。親は居らず、弔堂で暮らしている。蔵書に詳しく、機敏に仕事をこなし、一度店舗に来た客の顔は忘れない。巖谷小波の『こがね丸』を愛読している。

### 各巻の主要登場人物
高遠 彬（たかとお あきら）
第1作『破暁』の語り手。煙草販売業社を休職中の35歳（明治25年時点）男性。
江戸時代と明治時代という端境期にあって、時代の流れに乗っからない人物で、自由民権運動を進めて世の中を変えていくという波からはじかれてしまったぼんくら。道楽の延長として本が好きなだけで、勉学の徒ではなく、思想も主義もない至って卑俗な凡夫を自認している。仏書漢籍の中でも本草博物の類を好み、最近は詩歌、小説、翻訳ものも読んでいるが、異国の横文字や説教臭い儒書は苦手。江戸っ子なのに花街色事に縁のない朴念仁の野暮天で、歌舞音曲にはとことん疎く、浮世を厭うて隠遁の士を気取る。1文の得にもならず損だけはする、ただの草臥れ儲けでわざわざ1日を潰すようなことを童の頃から能くしてしまう、「無為の上の無為」をする人間であり、士分ではあるが生まれてこの方武士であったと云う自覚もなく、誇りも意地も信念も気骨も持ったことがない腰抜けである。信心も苦手で、盆や祥月命日に菩提寺に参る程度で仏事法要は怠りがち。ただ、生まれの貴賤や出身地で人間を差別することはない。
旧幕時代に三河以来の旗本だった父の縁故で、山倉という近習の子が創業した「将軍煙草商会」と云う小さな純国産煙草の製造販売業社に勤めていたが、職場の経営不振のため病気を理由に休職（後に会社自体が潰れて失業）。旗本のわりに物持ちで、金もあったため、母と妹、妻と娘を紀尾井町の屋敷に置いたまま、東京の郊外にある空き家に引っ越し、百姓の茂作・おとよ夫妻に面倒をかけながら、半月程も日々を無為に過ごしていたが、病気が治って暇を持て余していたときに近所の弔堂を知り、以来度々店に訪れるようになる。
天馬 塔子（てんま とうこ）
第2作『炎昼』の語り手。17、8歳（明治30年時点）の士族令嬢。
祖父は薩摩武士で父親は官吏。頑固な祖父はいまだに攘夷を口にするような武家の古臭い考えを持ち続けており、男尊女卑的で理不尽に感じられるお叱言を日々受けている。父は書生芝居のような歌舞音曲を好み、今の世で上手に生きることだけを考えているような、能く解らない人間だと感じている。婦女子が学校に行くなど以ての外だという祖父の猛反対を、父が良妻賢母教育は国是だからと押し切って就学したという経緯があるのだが、父にとって学校は当世風の花嫁修行に過ぎず、社会に出る必要はないと就職は許されていない。父と祖父では意見が合わないが、良家に嫁がせたいという一点のみでは家中の意見が一致するので、見合い話から逃げるために度々近所の墓場を訪れる。
尋常師範學校を出て、女子高等師範學校にも通った才媛ではあるが、勉学が身になっていないとも感じており、近代婦人として社会貢献も自立もできていない自分を駄目だと思っている。祖父や父の言うことに納得できず、不平不満はあるが言い返すこともできず、世の理不尽さを知り、自らの希求するものを朦朧とでも覚っていて猶、何も変わることができず、新しい時世にどう生きて良いのか判らず、怖くて世の中も自分も直視できず、まるで芯のない己を情けなく思って鬱鬱としている。
女が本なんか読むものじゃないと言われる風潮に対して、表立って声を上げられるわけではないが、納得がいかないと感じている。低俗と言われて禁止されていたので書物に縁がなかったのだが、偶然知り合った松岡や田山と連れ立って弔堂を訪れたのを機に読書に興味が湧き、初めて読んだ『小公子』で小説の面白さに開眼、家族への精精の抵抗として小説を隠れて読み始め、書物の世界に惹かれて月に一、二度弔堂を訪れては本を1冊2冊買うようになった。
松岡 國男（まつおか くにお）
第2作『炎昼』で探書拾壱を除く全編を通しての登場人物であり、サブキャラクター。浪漫主義の新体詩を作る詩人として知られる、帝國大學法科大學政治学科の学生（探書捌以降）。
くっきりした眉が印象的な、細面で目鼻立ちのはっきりした精悍な美青年。決して冷たい人間ではないのだが、正論を述べようとしているために理屈が多く、裏表がなく、相手によって態度を変えないので、上からは反抗的に、下の者には高圧的に見え、心に疚しいところがある人にとってはとても疎ましく思われがち。またどこか突き放すような冷たい印象の言動を取るので、意地悪な人のように誤解される。理が勝ち過ぎた、世間体を気にする、考え過ぎる人間で、理で割れないものは苦手。やろうと決めたことは精一杯やるが、できないことからは逃げてしまうという欠点も自覚している。
播磨の山間にある医業をしていた生家は子沢山で貧しかったが、10歳頃から2年弱預けられていた旧家で沢山の蔵書に触れた。尋常中学時代に森鷗外の門人となり、歌人の松浦辰男からは桂園派の歌を学び、高等中学時代から新体詩を嗜んでいた。しかし大学入学後は己の詩がつまらない駄文だと感じて詩作への情熱を失いつつあり、主人から考え方がartsを創るよりartsを研究するのに向いていると評され、詩からは遠ざかる。
数学の素養がなくて林学を学ぶことが適わなかったため、大学では農政学を専門に学び、松崎蔵之助の元で救荒の施設を研究して、貧困をなくすべく農商務省の官吏となって農政に携わりたいと考える。その一方で、郷土を良くして行くためにこの国の文化の形が知りたいという思いもあり、個人ではなく民衆、時代で区切るのではなく土地で分ける方向に可能性を感じ、今ある言葉が強制的に変えられる前に記録して残すため、「全国各地に賛同者を増やして情報を収集管理する」という平塚ハルの提案を受け、後に郷土学の道に進む。
田山と共に、泉や巖谷、上田敏から聞かされた弔堂に向かう途中で道に迷い、偶然知り合った塔子と3人で弔堂を訪れる。この時は進む道が見定まっていないと必要な1冊は提案されなかったが、以降もしばしば店を訪れて、ハインリッヒ・ハイネの随筆『Götter im Exil（諸神の流竄）』やゼームズ・フレイザーの研究資料『The Golden Bough（金の枝）』、日本中の地方新聞、新渡戸稲造の『Bushido: The Soul of Japan, An Exposition of Japanese Thought』、南方熊楠の論文が載った『Nature』誌といった書物を購入する常連客となる。
『待宵』の探書拾陸にも名前が登場し、信州飯田藩の士族であった柳田家の婿養子に入り、希望通り農商務省の官吏になったことが語られる。明治35年時点では牛込加賀町に在住。弔堂との付き合いは続いており、明治33年に英国で出版された『The Golden Bough』の改訂版3冊本を注文している。
『百鬼夜行シリーズ』でも存在が語られており、沼上が妖怪に興味を持つきっかけを作った人物である。
弥蔵（やぞう）
第3作『待宵』の語り手。弔堂に続く坂の半ば辺りで鄙びた甘酒屋を営む70歳前後（明治35年時点）の男性。
新時代は嫌いではないが全然好きになれない、という頑固な老人。生まれは会津で下級藩士の三男坊だが、若い頃に故郷も家族も捨てており、箱館戦争で蝦夷に渡ってから現在に至るまで40年近く一度も会津には戻っていない。徳川の瓦解と共に世の中に棄てられたと感じており、自身を文明開化していない、くたばり損ないの耄碌爺と称する。髷は落としたが、近近廃止される馬車鉄道には最後まで乗ったことがなく、陸蒸気に乗ったのはわずか2回、30年前から使われている西洋の暦はいまだに馴染まず、瓦斯燈も電気燈も嫌い、洋燈さえも使わない。洋装をしたのは35年前のほんの一時期だけで、軍装で殺し合いをして大勢が死んだことから二度と着たくないと思っている。
鳥の種類を能く識っており、鳴き声だけで何の鳥かが大体判る。
若い頃は尊皇攘夷が正しいと信じ、役目で京に向かい人を斬り殺していた過去を抱える。戊辰戦争では幕府方として戦い、鳥羽伏見の敗戦後は大阪から富士山丸で江戸に落ち、遊撃隊に紛れ込んで蝦夷まで落ち延び、箱館戦争を生き延びた。しかし、結果として国賊になってしまった経緯から、以来自分の行いが間違いだと感じて自分の考えに自信を持てなくなってしまい、己がどこで間違えて曲がってしまったかを考えて後ろばかり見て、人とも世間とも関わらないように世の中から目を背け、囚人のような暮らし方を自らに課して生きて来た。新しい時代が馴染まないのは、これを認めてしまうと自分が一から十まで間違っていたと認めたことになると感じているからでもある。上記の通り郷里は捨てているが、郷里から持って来た草臥れて色褪せた赤毛布だけは30年以上も使い続けている。
30年働き詰めで貯めた銭の殆どを使い、弔堂に至る坂の途中にあった元手遊屋を明治33年頃に土地ごと買い取って店舗とした。甘酒に加えて冬場は蒸し芋も売っているが、何もしなければ飯が喰えなくなるから取り敢えずしていると云うだけで、商売する気も銭儲けをする気もあまりなく、夏場は1箇月も客足が途絶えることがあり、何かあればすぐに休業する。本人が甘酒を不味いと思っていて、甘酒を拵えるのも面倒で、不味い甘酒を渋渋売って儲けるのは申し訳が立たないと感じている。そもそも客商売に向く性質でなく、客商売をしている自覚も、まともな商人だと云う自負もなく、贔屓にされても愛想良くは出来ずに邪険にしてしまう。不潔は嫌いで綺麗にしたいとは思っていて、喰いものを扱う小店を出してからは身形に気を付け清潔を心掛けてはいるが、京に上って以降は人斬りの汚れはいくら洗っても落ちないと思ってしまい、本来は好んでいた風呂にも気持ちが悪くなるか汚れるかしないと入らなくなった。無理をしているつもりはないが身体を労ったことなどなく、怠いと感じれば何も為ないようにして己を犒っているつもりになっていたが、老いて衰えて自在に動けなくなりつつある。
瓦解後は筆すら持ったことがなく、読書の習慣もない。本屋という商売が出来たことも知らなかったが、書舗を探しているという德冨蘇峰と共に書楼弔堂を訪れて以来、弔堂を探して甘酒屋を訪れる客を案内するようになる。
『ヒトごろし』のスピンオフキャラクター。
鶴田 利吉（つるた りきち）
第3作『待宵』のレギュラーキャラクター。弥蔵の甘酒屋の常連で、書生のような身態をした操觚者志望の青年。明治35年の夏時点で28歳。
式亭三馬の『浮世床』に出て来るような迂闊な男で、大した考えもなしに直ぐに駆け出す粗忽者。行動力はあり、約定を違えることはなく、偉い人のためなら何でもするが、どうにも調子が外れていて、浅慮の上に早合点。叱られる前に謝る性質で、直ぐに音を上げるので、人生の多くを犠牲にする苛烈な生き方は向かないとされる。朋輩は星の数程いるが友と呼べるかは判らず、人並みに遊び、縁談もあったが、女には縁がない。人様の機嫌を取るのが身上で、相手に気持ち良くなって貰うことばかり考えており、野次馬で口数も多いが、座持ちが出来ると云う意味では客あしらいも上手い。弥蔵の店では機嫌を取る必要がないので居心地が良く、3日にあげず店に立ち寄っている。
実家は「鶴田酒舗」と云う酒屋で、父親は幕末期は京都の酒屋にいた。家業は兄が嗣いでおり、暖簾を分ける程の大店でもなく、奉公先が決まらないので正業に就かず、高等遊民と称して親の脛を齧る穀潰し。親とは反りが合わず、兄からは疎ましがられている。亡くなった母方の祖父は彰義隊に加わって上野で戦うが負傷して敗走し、生き残ったが片脚を引き摺ることになり、官軍の薩摩人を3人掛かりで殺したのを後悔して孫には絶対に兵隊になるなと言い含めていた。一方で槍も持ったことのない生え抜きの町人だった父方の祖父は薩長や露西亜を目の敵にして戦争賛美し、従軍して露助の首を獲ってこいと云うのであまり好いてはいない。
何もかも素人で、芸も手に職もないので身を立てる術を何も持たず、職人の下で修行して大成できる程若くもなく、空俥さえ引けない程に非力で手先もそれ程器用ではない。明治27年頃には鏑木淸方らと共に鷺流の狂言師を目指したが宗家が死んで流派は断絶、去年は一念発起して噺家に弟子入りしたものの3箇月で破門されている。歌舞音曲や絵の才能はなくとも字なら書けると操觚者や文士を目指したが、『萬朝󠄁󠄁󠄁報』や『二六新報』などの新聞社には入社を断られ、岡本綺堂ら知り合いの伝を頼るなど暫く彼れ是れ試してみたが、何も出来ない役立たずだと識っただけに終わっている。

### 各話購入者
| 巻名 | 話数          | 購入者                              | 購入品目（著者・編者など） |
| ---- | ------------- | ----------------------------------- | --- |
| 破暁 | 探書壱 臨終   | 吉岡 米次郎 （よしおか よねじろう） | The Varieties of Religious Experience （うゐりあむ・ぜーむす）                                                                            |
| 破暁 | 探書弐 発心   | 泉 鏡太郎 （いずみ きょうたろう）   | 松木騒動の資料一式 |
| 破暁 | 探書参 方便   | 井上 圓了 （いのうえ えんりょう）   | 畫圖百鬼夜行 （作・鳥山石燕） |
| 破暁 | 探書肆 贖罪   | 岡田 以蔵 （おかだ いぞう）         | 重訂解體新書 （訳・大槻玄澤） |
| 破暁 | 探書伍 闕如   | 巖谷 小波 （いわや さざなみ）       | 御伽草子23冊 （版元・渋川清右衛門） |
| 破暁 | 探書陸 未完   | 高遠 彬 （たかとお あきら）         | The Life and Opinions of Tristram Shandy, Gentleman （著・ろーれんす・すたーん）                                                          |
| 炎昼 | 探書漆 事件   | 田山 花袋 （たやま かたい）         | Le Roman expérimental （著・エミイル・ゾラ）                                                                                              |
| 炎昼 | 探書捌 普遍   | 添田 平吉 （そえだ へいきち）       | 源賴光公舘土蜘作妖怪圖 〈みなもとよりみつこうやかたつちぐもさくようかいのず〉 （作・歌川國芳）                                            |
| 炎昼 | 探書玖 隠秘   | 福來 友吉 （ふくらい ともきち）     | Mesmerisums oder System der Wechsel-beziehungen. Theorie und Andwendungen des tierischen Magnetismus （著・フランツ・アントン・メスメル） |
| 炎昼 | 探書拾 変節   | 平塚 明 （ひらつか はる）           | 准亭郎の悲哀 〈えるてるのひあい〉 （訳・高山樗牛）                                                                                        |
| 炎昼 | 探書拾壱 無常 | 乃木 希典 （のぎ まれすけ）         | 中興鑑言 （著・三宅観瀾） |
| 炎昼 | 探書拾弐 常世 | 天馬 塔子 （てんま とうこ）         | 一日一時間三日三時間自轉車乘用速成術 |
| 待宵 | 探書拾参 史乗 | 德冨 蘇峰 （とくとみ そほう）       | 日本外史 （著・頼山陽） |
| 待宵 | 探書拾肆 統御 | 岡本 綺堂 （おかもと きどう）       | A Study in Scarlet （著・アーサー・コナン・ドイル）                                                                                       |
| 待宵 | 探書拾伍 滑稽 | 宮武 外骨 （みやたけ がいこつ）     | 雑誌類 |
| 待宵 | 探書拾陸 幽冥 | 竹久 茂次郎 （たけひさ もじろう）   | 婦人相學十躰・浮氣之相 （作・喜多川歌麿）                                                                                                 |
| 待宵 | 探書拾漆 予兆 | 寺田 寅彦 （てらだ とらひこ）       | 新撰組十勇士傳 （著・松林伯知） |
| 待宵 | 探書拾捌 改良 | 堀田 十郎 ほった じゅうろう         | なし |

### その他登場人物
勝 安芳（かつ やすよし）
探書参、探書玖に登場。元徳川家の軍事総裁で、枢密顧問官。白髪を後に撫で付け、背筋の伸びた70過ぎの老人。
将軍を説き伏せ、江戸城を無血で開城させた御一新の立役者。討幕後は新政府に加わり、参議や元老院を経て枢密顧問官を務める傍ら、窮した元幕臣達に惜しみない援助を与え続けている。従二位の位階や伯爵の爵位を授かっているが、地位にこだわりはなく、褌の柄のようにあってもなくてもいいものと嘯く。
伝法な口調の割に、驚く程に進歩的。国事や世話焼きのような他人ごとでは平気で横車も押すが、私事では勝手は言わず痩せ我慢する。大恩ある将軍家への忠義のために嫌われることを承知で損を引き受け、主家を守るために主君を玉座から降ろすという決断をし、批判も誤解も甘んじて受けて、云い訳は一切しない潔さを持つ。人の生き死にに関してのみ云うならば現実主義者であり、常に生者を優先して、死んでしまったものは戻らぬと死者を悼む気持ちまで切って捨てて、残った者を生かそうとするので、理想主義者の福沢諭吉からは我慢が足りないと批評される。
剣の師が弔堂亭主の禅の師と同門である縁から、足繁く書楼弔堂を訪問している。ただ、面倒事を持って自分の元を訪ねて来る人人を避けているだけで、辛気臭くて虫唾が走ると蟄居以降は読書を嫌っているので、弔堂の開業以来一度も本を購入したことはない。また上記の世話焼きから、圓了や中濱翁に弔堂を紹介しているほか、獄門を免れていた己の元護衛の岡田以蔵には中濱翁を紹介して護衛させている。
探書拾弍にて、風呂上がりに葡萄地酒を飲んだ直後に昏倒し、「これでお終い」という言葉を遺して亡くなったことが弔堂主人から語られる。
『ヒトごろし』にも登場。
中禅寺 輔（ちゅうぜんじ たすく）
探書陸 未完に登場。
東京府東多摩郡中野村の外れにある武蔵晴明神社の17代目宮司。齢は30歳そこそこ、背が高くがっしりとした体格、目鼻立ちのはっきりしている、武官のような印象の男性。既婚者で5歳の息子がいる。先祖代代の民間陰陽師の家系。
信仰がない訳ではないものの、不可思議な力でものごとがどうにかなるのはまやかしで、祈りで偶然以外のことが起こったならいかさまだと父の洲齋に教えられていた。そのため、咒や呪いを激しく嫌って家を出て、杉並村の尋常小学校で教師をしていたが、5年前に父が倒れて躰が利かなくなったのを契機に、「ないと知らねば、あることが示せない」という父の言葉の真意を知りたくて家業を嗣ぐ決意をし、修行のためと妻子と縁を切って幾つかの神社で神職に付いて学ぶ。
実家には数ヶ月前に戻ってきて、妻子との同居に備えて父が懇意にしていた菅丘李山の遺品である個人の蔵書一式を弔堂に売却しようとしたものの、父が明治の世にふさわしい社伝を作ろうとしていたことを亭主に教えられ、未完の部分を己で記述すること、そして改めて妻子を呼び戻すことを決めた。
菅沼 美音子（すがぬま みねこ）
塔子の友人で、菅沼醫院と云う町医者の令嬢。本邦で最初の公許女医となった校医の荻野吟子に憧れて女医を目指しており、以前は明治女學校で若松賤子に英語を習っていた。移り気な性質も持っており、最近は元良勇次郎の講義を聞いて性理学や心理学にも興味を持っていて、婦人の地位向上問題や旧弊への不満、廃娼運動などについても一家言ある。父親とはよく喧嘩をし、時代遅れも甚だしい藪医者だと悪態を吐くが、当の父親からは無謀ともいえる夢を応援されている。結婚や見合いに対しても辛辣だったが、明治32年の早春に軍人と見合いの末に結婚し、予想外の変節で塔子に大きな驚愕と困惑を与える。
藤田 五郎（ふじた ごろう）
探書拾漆、拾捌に登場。短く刈り込んだ白髪と大きな目が特徴的で、姿勢が良く緊緊した動きをする、小綺麗で清潔そうな身態の老人。
かつての新選組四番組隊長、齋藤 一（さいとう はじめ）その人。藤田五郎は現在の名で、山口一、山口二郎などと名乗っていた時期もあった。新選組でも1、2を争う剣客として知られ、鬼と謳われた副長土方歳三と互角に渡り合える程に強かった。現在も鍛錬を怠っていないのか、老いてなお腕は衰えていないように見える。
非礼、不忠、不孝、不義が許せない性質で、民が正しくあれば国は良くなるのだと信じており、人の上にある天のような何かに義を立て、不義を糾すために倒幕派の不逞浪士を殺す道を選んだ。瓦解後は会津藩が斗南藩として再興した際に藩士になるが、藩に下賜された陸奥にいても仕様がないと東京に出て、新政府に仕えるのではなく法に義を立てたと云う感覚で己の正義を貫こうと、自戒の意味もあって警視庁に入った。西南の役で肋を痛めて退職してからから3年程前までの間は、高嶺秀夫の推挙で東京高等師範學校附属東京敎育博物館の守衛長を任され、そこも退職して今は女子高等師範學校の庶務兼会計の仕事をしている。
杉村義衛とはご一新後も交流があり、彼が講談速記本『新撰組十勇士傳』の草稿として講談師の松林伯知に貸したまま帰って来ない、浪士隊結成から箱館戦争まで本人が見聞きしたことを書き記した備忘録を探して、彼が小樽へ転居する前に道場を開いていた牛込界隈で聞き込みをしていた。その後、聞き込み中に知り合った寺田寅彦が弔堂で『新撰組十勇士傳』を買って進呈してくれるということで、妻と死別したばかりの寺田の代わりに弥蔵に弔堂への道案内を頼み、同じ時代を生きた彼と議論を交わす。
『ヒトごろし』にも登場。

## 用語
書楼弔堂（しょろう とむらいどう）
東京の外れにある古本屋。主人と丁稚の2人で営業している。軒に下がった簾には屋号の「弔」の1文字が書かれた半紙が貼られているので、一見すると新仏を出したばかりの忌中の家に見える。店舗は吹き抜け3階建ての陸燈台のような奇妙な建物で、壁面は全て本なので当然のように窓がなく、天井の明かり取りの窓から採光し、照明には能登から取り寄せた上等の和蝋燭を使っている。
敷地は狭いが本の数なら日本橋の丸善より多く、帝󠄁國圖書館や貴族院圖書館といった国内の書籍館をも上回り、作りは違うが大英図書館を彷彿とさせる程。和書や洋書だけでなく、錦絵役者絵芝居絵、春画に瓦版、雑誌も新聞も取り扱っており、本屋と云うよりは文庫か経蔵に近い雰囲気がある。当たり前には取り次げないような珍本奇本、稀覯本なども扱っているので、他の版元へ面倒臭い品の注文があった場合などにも重宝され、出版されたばかりで丸善にもないような洋書が入荷していることもあり、古い洋書も注文から半月程で手に入る。ただし人に必要な本は1冊あれば足りるという店主の持論から、副本を置くことはしていない。
立地が少々判り難く、幅広い坂の大路の途中にある手遊屋（後に甘酒屋）を少し過ぎた辺りの、寺へ向かう参道となっている細く曲がった横径の途中に、道から4間程奥まって立てられている。明らかに異質なので気がつかず見逃してしまうのような景観ではないはずだが、何故か違和感なく風景に溶け込んでいて、注意していないと山林の一部に思えて遣り過ごしてしまうので、初めて来た客は中々見つけられずに苦労することも多い。
明治20年代半ばから文壇歌壇に奇妙な書舗として噂が流れるようになり、文壇や図書館などの関係者が多く来店するようになっている。その一方で最近の雑誌も置いているので、普通の客もそこそこ入っている。
周りにあるのは荒れた畑や墓地、林と草原、横径の突き当たりにある寺と花屋だけで、山一つ越えないと人家もない。大路の坂下には構えは小さいが御一新前から営業している老舗の鰻屋「うなぎ萬屋」がある。また、明治20年代後半までは大路の半ばには手遊屋があり、坂の上からも下からも客が来て、いつでも1組2組は親子連れを見かける程度には繁盛していたが、店主が卒中で急に亡くなって閉店し、その後明治33年頃からは店を買い取った弥蔵が甘酒屋を開業する。

## 書籍情報
- 書楼弔堂　破暁
  - 四六判：集英社、2013年11月28日、ISBN 978-4-08-771540-8
  - 文庫版：集英社文庫、2016年12月18日、ISBN 978-4-08-745522-9
- 書楼弔堂　炎昼
  - 四六判：集英社、2016年11月25日、ISBN 978-4-08-771018-2
  - 文庫版：集英社文庫、2019年11月20日、ISBN 978-4-08-744043-0
- 書楼弔堂　待宵
  - 四六判：集英社、2023年1月6日、ISBN 978-4-08-771820-1
- 書楼弔堂　霜夜
  - 四六判：集英社、2024年11月26日、ISBN 978-4-08-771876-8

## 関連作品
このシリーズは、京極による他の作品と下記のように関連している。
- 巷説百物語シリーズ…『後巷説百物語』は第1作「破暁」の15年前に相当する明治10年を描いており、警視庁の警官だった矢作剣之進は両作に登場する。また、テレビドラマ『京極夏彦「怪」』『了巷説百物語』『了巷説百物語』の登場人物である中禅寺洲齋の息子が登場する。
- 百鬼夜行シリーズ…第1作「破暁」に主人公・中禅寺秋彦の実家である武蔵晴明社が登場する。また、井上圓了、柳田國男、福来友吉らは、『姑獲鳥の夏』『魍魎の匣』『今昔続百鬼――雲』などで存在を触れられる。
- 『ヒトごろし』…第1作『破尭』から20年以上前の幕末が舞台で、勝海舟や齋藤一が登場。特に第3作『待宵』は主人公が幕末期に活動していた老人なので繋がりが強い。